# Bilinearform
Als Bilinearform bezeichnet man in der linearen Algebra eine Funktion, welche zwei Vektoren einen Skalarwert zuordnet und die linear in ihren beiden Argumenten ist.
Die beiden Argumente können verschiedenen Vektorräumen {\displaystyle V,W} entstammen, denen jedoch ein gemeinsamer Skalarkörper {\displaystyle K} zugrunde liegen muss; eine Bilinearform ist eine Abbildung {\displaystyle B\colon V\times W\to K}. Eine Bilinearform ist eine Linearform bezüglich ihres ersten als auch ihres zweiten Arguments und somit insbesondere eine Multilinearform mit zwei Argumenten.

## Definition
Es seien {\displaystyle V,W} Vektorräume über einem Körper {\displaystyle K} (oder allgemeiner ein Linksmodul {\displaystyle V} und ein Rechtsmodul {\displaystyle W} über einem nicht notwendigerweise kommutativen Ring).
Eine Abbildung
{\displaystyle B\colon V\times W\to K,\quad (v,w)\mapsto B(v,w)=\langle v,w\rangle }
heißt Bilinearform, wenn die zwei Bedingungen einer linearen Abbildung  (Additivität und Homogenität) in beiden Argumenten gelten:
- {\displaystyle \langle v_{1}+v_{2},w\rangle =\langle v_{1},w\rangle +\langle v_{2},w\rangle },
- {\displaystyle \langle v,w_{1}+w_{2}\rangle =\langle v,w_{1}\rangle +\langle v,w_{2}\rangle },
- {\displaystyle \langle \lambda v,w\rangle =\lambda \langle v,w\rangle },
- {\displaystyle \langle v,w\lambda \rangle =\langle v,w\rangle \lambda }.

Dabei sind {\displaystyle v,v_{1},v_{2}\in V}, {\displaystyle w,w_{1},w_{2}\in W} und {\displaystyle \lambda \in K}.

## Symmetrieeigenschaften im FallV=W
Wenn beide Argumente der Bilinearform aus dem gleichen Vektorraum {\displaystyle V} stammen, bezeichnet man
{\displaystyle B(x,x),x\in V} als den Formwert des Vektors {\displaystyle x} (bezüglich {\displaystyle B}). Die Bilinearform {\displaystyle B\colon V\times V\to K} kann zusätzliche Symmetrieeigenschaften haben:
- Eine Bilinearform {\displaystyle B} heißt symmetrisch, wenn

{\displaystyle B(x,y)=B(y,x)}
für alle {\displaystyle x,y\in V} gilt.
Für eine symmetrische Bilinearform ist stets {\displaystyle 2\cdot B(x,y)=B(x+y,x+y)-B(x,x)-B(y,y)} (Polarisationsformel). Daraus folgt, dass die Bilinearform durch die Gesamtheit der Formwerte vollständig bestimmt ist, falls der zugrundeliegende Körper {\displaystyle K} eine Charakteristik ungleich {\displaystyle 2} hat {\displaystyle (\operatorname {char} (K)\neq 2)}.
- Eine Bilinearform {\displaystyle B} heißt alternierend, wenn alle Formwerte in Bezug auf {\displaystyle B} verschwinden, wenn also

{\displaystyle B(x,x)=0}
für alle {\displaystyle x\in V} gilt.
- Eine Bilinearform {\displaystyle B} heißt antisymmetrisch oder schiefsymmetrisch, wenn

{\displaystyle B(x,y)=-B(y,x)}
für alle {\displaystyle x,y\in V} gilt.
Jede alternierende Bilinearform ist auch antisymmetrisch. Ist {\displaystyle \operatorname {char} (K)\neq 2}, was zum Beispiel für {\displaystyle K=\mathbb {R} } und {\displaystyle K=\mathbb {C} } erfüllt ist, gilt auch die Umkehrung: Jede antisymmetrische Bilinearform ist alternierend. Betrachtet man allgemeiner Moduln über einem beliebigen kommutativen Ring, sind diese beiden Begriffe äquivalent, wenn der Zielmodul keine 2-Torsion besitzt.

## Beispiele
- Ein Skalarprodukt auf einem reellen Vektorraum ist eine nicht ausgeartete, symmetrische, positiv definite Bilinearform.
- Ein Skalarprodukt {\displaystyle B} auf einem komplexen Vektorraum {\displaystyle V} ist keine Bilinearform, sondern eine Sesquilinearform. Fasst man jedoch {\displaystyle V} als reellen Vektorraum auf, so ist

{\displaystyle V\times V\to \mathbb {R} ,\quad (x,y)\mapsto \operatorname {Re} B(x,y)}
eine symmetrische Bilinearform und
{\displaystyle V\times V\to \mathbb {R} ,\quad (x,y)\mapsto \operatorname {Im} B(x,y)}
eine alternierende Bilinearform.
- Es gibt eine kanonische nicht ausgeartete Bilinearform

{\displaystyle V\times V^{*}\to K,\quad (v,f)\mapsto \langle v,f\rangle =f(v).}

## Ausartungsraum

### Definition des Ausartungsraums
Sei {\displaystyle B\colon V\times W\to K} eine Bilinearform. Die Menge
{\displaystyle ^{\perp }W\colon =\left\{v\mid \forall w\in W\colon B(v,w)=0\right\}\subseteq V}
ist ein Untervektorraum von {\displaystyle V} und heißt Linkskern oder Linksradikal der Bilinearform. Die Symbolik „{\displaystyle ^{\perp }W}“ soll andeuten, dass Elemente des Linkskerns gerade die sind, welche (im Sinne der Bilinearform) orthogonal zum gesamten Raum {\displaystyle W} sind. Entsprechend heißt
{\displaystyle V^{\perp }\colon =\left\{w\mid \forall v\in V\colon B(v,w)=0\right\}\subseteq W}
Rechtskern oder Rechtsradikal. Ist eine Bilinearform {\displaystyle B\colon V\times V\to K} symmetrisch, so stimmen Rechtskern und Linkskern überein und man nennt diesen Raum den Ausartungsraum von {\displaystyle B}.
Die Schreibweisen {\displaystyle R^{\perp }} und {\displaystyle ^{\perp }S} werden mit analoger Definition auch für Teilmengen {\displaystyle R\subseteq V} beziehungsweise {\displaystyle S\subseteq W} benutzt.

### Nicht ausgeartete Bilinearform
Jede Bilinearform {\displaystyle B} definiert zwei lineare Abbildungen
{\displaystyle B_{l}\colon V\to W^{*},\quad v\mapsto \left(w\mapsto B(v,w)\right)}
und
{\displaystyle B_{r}\colon W\to V^{*},\quad w\mapsto \left(v\mapsto B(v,w)\right).}
Rechts- und Linkskern sind die Kerne dieser Abbildungen:
{\displaystyle \ker B_{l}={}^{\perp }W}
{\displaystyle \ker B_{r}=V^{\perp }}
Sind beide Kerne trivial (die beiden Abbildungen {\displaystyle B_{l}} und {\displaystyle B_{r}} also injektiv), so heißt die Bilinearform nicht ausgeartet oder nicht entartet. Andernfalls heißt die Bilinearform ausgeartet oder entartet. Sind die Abbildungen {\displaystyle B_{l}} und {\displaystyle B_{r}} sogar bijektiv, also Isomorphismen, so heißt die Bilinearform perfekte Paarung. Bei endlichdimensionalen Vektorräumen gilt dies immer, die Begriffe nicht ausgeartet und perfekt sind in diesem Fall also synonym verwendbar.
Die Bilinearform ist somit genau dann nicht ausgeartet, wenn Folgendes gilt:
- Zu jedem Vektor {\displaystyle v\in V\setminus \{0\}} existiert ein Vektor {\displaystyle w\in W} mit {\displaystyle B(v,w)\neq 0} und
- zu jedem Vektor {\displaystyle w\in W\setminus \{0\}} existiert ein Vektor {\displaystyle v\in V} mit {\displaystyle B(v,w)\neq 0.}

Ist die Bilinearform symmetrisch, so ist sie genau dann nicht ausgeartet, wenn ihr Ausartungsraum der Nullvektorraum ist.

## Koordinatendarstellung
Für endlichdimensionale Vektorräume {\displaystyle V,W,} mit {\displaystyle \dim(V)=n,\dim(W)=m,} existieren Basen {\displaystyle \{e_{1},\ldots ,e_{n}\}} und {\displaystyle \{f_{1},\ldots ,f_{m}\}}.
Die darstellende Matrix einer Bilinearform {\displaystyle B\colon V\times W\to K} bezüglich dieser Basen ist {\displaystyle M_{B}\in K^{n\times m}} mit
{\displaystyle {(M_{B})}_{ij}:=B(e_{i},f_{j})}.
Sind {\displaystyle x} und {\displaystyle y} die Koordinatenvektoren von {\displaystyle v\in V} bzw. {\displaystyle w\in W}, d. h.
{\displaystyle v=\sum _{i=1}^{n}x_{i}e_{i},\;w=\sum _{j=1}^{m}y_{j}f_{j},\quad } so gilt
{\displaystyle B(v,w)=x^{T}M_{B}\,y={\begin{pmatrix}x_{1}\dots x_{n}\end{pmatrix}}{\begin{pmatrix}B(e_{1},f_{1})&\cdots &B(e_{1},f_{m})\\\vdots &\ddots &\vdots \\B(e_{n},f_{1})&\dots &B(e_{n},f_{m})\end{pmatrix}}{\begin{pmatrix}y_{1}\\\vdots \\y_{m}\end{pmatrix}}},
wobei das Matrixprodukt eine {\displaystyle 1\times 1}-Matrix liefert, also ein Körperelement.
Ist umgekehrt {\displaystyle M} eine beliebige {\displaystyle n\times m}-Matrix, so definiert
{\displaystyle B_{M}(x,y):=x^{T}M\,y}
eine Bilinearform {\displaystyle B_{M}\colon K^{n}\times K^{m}\to K}.

### Basiswechsel
Sind {\displaystyle e'} und {\displaystyle f'} weitere Basen von {\displaystyle V} und {\displaystyle W}, weiterhin {\displaystyle {}_{e'}{\mathbf {1} }_{e}} die Basiswechselmatrix von {\displaystyle e} nach {\displaystyle e'}. Dann ergibt sich die Matrix von {\displaystyle B} in der neuen Basis als
{\displaystyle A'={}_{e}{\mathbf {1} }_{e'}^{T}\cdot A\cdot {}_{f}{\mathbf {1} }_{f'}}
Ist {\displaystyle V=W}, {\displaystyle e=f} und {\displaystyle e'=f'}, dann heißen die Matrizen {\displaystyle A} und {\displaystyle A'} zueinander kongruent.

### Beispiele/Eigenschaften
- Das Standardskalarprodukt in {\displaystyle \mathbb {R} ^{n}} hat bezüglich der Standardbasis als Matrix die Einheitsmatrix.
- Wenn {\displaystyle V=W} und dieselbe Basis für {\displaystyle V} und {\displaystyle W} verwendet wird, so gilt: Die Bilinearform ist genau dann symmetrisch, wenn die Matrix symmetrisch ist, genau dann antisymmetrisch, wenn die Matrix antisymmetrisch ist, und genau dann alternierend, wenn die Matrix alternierend ist.
- Die Abbildung {\displaystyle B\mapsto M_{B}} ist eine Bijektion des Raumes der Bilinearformen {\displaystyle V\times W\to K} auf die {\displaystyle n\times m}-{\displaystyle K}-Matrizen. Definiert man die Summe und Skalarmultiplikation von Bilinearformen auf kanonische Weise ({\displaystyle (\lambda B_{1}+B_{2})(v,w):=\lambda B_{1}(v,w)+B_{2}(v,w)}), so ist diese Bijektion auch ein Vektorraumisomorphismus.
- Für symmetrische Bilinearformen über Vektorräumen endlicher Dimension existiert eine Basis, in der die darstellende Matrix Diagonalgestalt hat (falls {\displaystyle \operatorname {char} (K)\neq 2}) (siehe Gram-Schmidtsches Orthogonalisierungsverfahren für den Spezialfall positiv definiter Bilinearformen).
- Falls weiterhin {\displaystyle K=\mathbb {R} }, kann man eine Basis finden, in der zusätzlich auf der Diagonalen nur die Einträge 1, −1 und 0 vorkommen (Trägheitssatz von Sylvester).

## Weiterführende Bemerkungen
- Bilinearformen {\displaystyle V\times W\to K} entsprechen linearen Abbildungen {\displaystyle V\otimes W\to K}; siehe Tensorprodukt.
- Wenn die Abbildung nicht notwendig in den Skalarkörper {\displaystyle K}, sondern in einen beliebigen Vektorraum erfolgt, spricht man von einer bilinearen Abbildung.
- Die Verallgemeinerung des Begriffes der Bilinearform auf mehr als zwei Argumente heißt MultilinearformMultilinearform.
- Über dem Körper der komplexen Zahlen fordert man oft Linearität im einen und Semilinearität im anderen Argument; statt einer Bilinearform erhält man dann eine Sesquilinearform. Insbesondere ist ein inneres Produkt über einem reellen Vektorraum eine Bilinearform, über einem komplexen Vektorraum aber nur eine Sesquilinearform.